# Kurt Bolender
Heinz Kurt Bolender (ur. 21 maja 1912 w Duisburgu, zm. 10 października 1966 w Hagen) – niemiecki robotnik, nazista, SS-Oberscharführer, zbrodniarz hitlerowski.
Członek SS od 1932 roku. W latach 1940–1942 uczestniczył w akcji T4. Następnie został przeniesiony do okupowanej Polski, aby wziąć udział w eksterminacji Żydów. Przez blisko pół roku służył w obozie zagłady w Sobiborze. Pełnił tam funkcję kierownika obozu III, w którym znajdowały się komory gazowe i masowe groby. Aresztowany i skazany pod zarzutem krzywoprzysięstwa spędził kilka miesięcy w karnym obozie dla esesmanów, po czym został przywrócony do służby i ponownie skierowany do dystryktu lubelskiego. W ostatnim okresie wojny służył na wybrzeżu Adriatyku.
Po wojnie zamieszkał pod fałszywym nazwiskiem w Niemczech Zachodnich. Był głównym oskarżonym w procesie załogi Sobiboru, który toczył się w Hagen w latach 1965–1966. Na krótko przed ogłoszeniem wyroku popełnił samobójstwo w areszcie.

## Życiorys
Edukację zakończył w wieku 16 lat. W 1931 roku wstąpił do NSDAP i SA, a rok później został członkiem SS (numer członkowski 47 553). W latach 30. pracował jako brygadzista w zakładach stalowych Thyssena w Duisburgu.
W listopadzie 1939 roku został powołany w szeregi SS-Totenkopfverbände. Po trzymiesięcznym przeszkoleniu w 7. batalionie SS-TV został przydzielony do personelu akcji T4, czyli tajnego programu eksterminacji osób psychicznie chorych i niepełnosprawnych umysłowo. Służył w „ośrodkach eutanazji” w Brandenburgu, Grafeneck, Hartheim i Sonnenstein jako „palacz” w krematorium. Zimą 1941/42 w mundurze Organizacji Todt służył na froncie wschodnim, oficjalnie jako członek jednostki sanitarnej.
Podobnie jak wielu innych wykonawców akcji T4 został przeniesiony do okupowanej Polski, aby wziąć udział w eksterminacji Żydów. W kwietniu 1942 roku w stopniu SS-Oberscharführera rozpoczął służbę w obozie zagłady w Sobiborze. Objął tam stanowisko kierownika obozu III, czyli obszaru zagłady, w którego obrębie znajdowały się komory gazowe i masowe groby. Według Jicchaka Arada przez krótki czas dowodził także kompanią ukraińskich strażników. 
Funkcję kierownika obozu III pełnił w okresie największego natężenia akcji eksterminacyjnej. Maj i czerwiec 1942 roku były bowiem – wedle słów Roberta Kuwałka – „dwoma najbardziej morderczymi miesiącami” w historii Sobiboru; zgładzono tam wtedy blisko 65 tys. Żydów. Uczestniczył w „selekcjach” na obozowej rampie, podczas których osoby zdolne do pracy kierował do obozowych komand roboczych, podczas gdy starców, dzieci i osoby wyczerpane brutalnie wrzucał na wozy, którymi zabierano ich na egzekucję do „lazaretu”. Uczestnictwo w Zagładzie było dla niego okazją do osobistego wzbogacenia się. Jego była żona zeznała po wojnie, że przyjeżdżając do domu na urlop, zawsze przywoził duże ilości złotych zębów i mostków dentystycznych. Erich Bauer utrzymywał z kolei, że Bolender pragnąc zapewnić sobie bardziej komfortowe warunki „pracy”, polecił wybudować w obozie III, na skraju kremacyjnego dołu, niewielki drewniany domek („dyżurkę”, „herbaciarnię”).

Stamtąd mógł obserwować odbywające się kremacje, miło przy tym spędzając czas, np. piekąc ziemniaki nad płomieniem wydobywającym się z dołu. Żyli tam sobie całkiem przyjemnie – zeznanie Ericha Bauera.

Bolender nie tylko bezpośrednio nadzorował proces uśmiercania dziesiątek tysięcy Żydów, lecz również brutalnie traktował więźniów, których przydzielono do pracy w komandach roboczych. Mosze Bahir wspominał, że Bolender z upodobaniem katował Żydów pejczem. Inni świadkowie relacjonowali, że często szczuł psem tych więźniów, którzy jego zdaniem pracowali zbyt wolno. Zarzucano mu także, że w odwecie za nieudaną próbę ucieczki kazał rozstrzelać 150 więźniów obozu III. Pewnego razu miał również zmusić dwóch Żydów do „walki bokserskiej”, która niemalże zakończyła się ich śmiercią. Inną jego „rozrywką” było zmuszanie więźniów, aby wspinali się na drzewa, gwizdali lub śpiewali, a następnie zeskakiwali na dół.

Trudno zapomnieć Oberscharführera Kurta Bolendera, z jego wysportowanym ciałem i długimi włosami. Zazwyczaj chodził półnagi, odziany jedynie w bryczesy, trzymając długi bicz, którym brutalnie traktował więźniów. On również „pracował” w obozie III, w komorach gazowych. W drodze na obiad, mijając bramę główną, miał zwyczaj wymachiwać biczem i z całej siły tłuc nim po głowach mijanych więźniów – zeznanie Mosze Bahira.

We wrześniu lub październiku 1942 roku został odwołany z Sobiboru i aresztowany. Postawiono mu zarzut, iż nakłonił swoją kochankę, aby na jego rozprawie rozwodowej złożyła pod przysięgą fałszywe zeznanie, że nigdy nie utrzymywała z nim kontaktów seksualnych. Wyrokiem z 19 grudnia 1942 roku sąd SS i policji w Krakowie skazał go na karę dziewięciu miesięcy więzienia. Wyrok odbywał w karnym obozie dla esesmanów w Matzkau. Wkrótce wzięto jednak pod uwagę „zasługi”, które położył w czasie akcji „Reinhardt”. 21 maja 1943 roku został odznaczony Krzyżem Zasługi Wojennej II klasy. Dwa dni później zwolniono go z obozu i oddano do dyspozycji Christiana Wirtha, inspektora obozów zagłady akcji „Reinhardt”. Przez kilka miesięcy służył jako strażnik w obozie pracy na tzw. starym lotnisku w Lublinie. W połowie października 1943 roku, po uwieńczonym sukcesem buncie więźniów, został ponownie wysłany do Sobiboru. Wziął tam udział w pracach związanych z likwidacją obozu. Pod koniec listopada tegoż roku podobnie jak większość weteranów akcji „Reinhardt” został przeniesiony na wybrzeże Adriatyku. Uczestniczył tam w zwalczaniu partyzantki i eksterminacji miejscowych Żydów. W styczniu 1945 roku został odznaczony Krzyżem Żelaznym II klasy.
W ostatnim okresie wojny dostał się do brytyjskiej niewoli, z której udało mu się jednak zbiec. Pod nazwiskiem Heinz Brenner pracował przez pewien czas w sudeckoniemieckiej firmie. Później przeniósł się do Styrii, gdzie zdobył dokumenty na fałszywe nazwisko Kurt Vahle. Następnie udał się do Hamburga, gdzie zamieszkał ze swą nową partnerką życiową, Eriką Schröder, która podobnie jak on należała wcześniej do personelu akcji T4. Pracował jako portier hotelowy. Zerwał całkowicie kontakty ze swoją dawną rodziną, która w 1945 roku wystąpiła o uznanie go za zmarłego.
5 czerwca 1961 roku został aresztowany przez zachodnioniemiecką policję. Był głównym oskarżonym w procesie załogi Sobiboru, który toczył się w Hagen w latach 1965–1966. Akt oskarżenia przeciwko niemu i jedenastu innym esesmanom został wniesiony w czerwcu 1964 roku. Postawiono mu zarzut zamordowania 360 osób i współudziału w masowym mordzie na 86 tys. osób. Dowody jego winy były tak przytłaczające, iż najprawdopodobniej otrzymałby wyrok dożywotniego więzienia, jednakże 10 października 1966 roku – na dwa miesiące przed zakończeniem procesu – popełnił samobójstwo w areszcie.